# بخش کلیجان‌رستاق
بخش کلیجان رستاق یکی از بخش‌های شهرستان ساری در استان مازندران در شمال ایران است .

## تقسیمات کشوری

دهستان‌های بخش کلیجان رستاق در نقشهٔ دهستان‌های شهرستان ساری. ورکی و افراچال در دهستان تنگه سلیمان هولار در دهستان کلیجان رستاق علیا

- بخش کلیجان رستاق
  - دهستان تنگه سلیمان
  - دهستان کلیجان رستاق علیا

## جمعیت
بنابر سرشماری مرکز آمار ایران، جمعیت بخش کلیجان رستاق شهرستان ساری در سال ۱۳۹۵ برابر با ۱۲٬۰۲۴ نفر بوده‌است.